# Caulibugula inermis
Caulibugula inermis är en mossdjursart som beskrevs av Harmer 1926. Caulibugula inermis ingår i släktet Caulibugula och familjen Bugulidae.
Artens utbredningsområde är havet kring Indonesien. Inga underarter finns listade i Catalogue of Life.